# Bazel
Pour les articles homonymes, voir Bazel (homonymie) et Basel.
Bazel est une section de la commune belge de Beveren-Kruibeke-Zwijndrecht située en Région flamande dans la province de Flandre-Orientale. C'était une commune à part entière avant la fusion des communes de 1977.

## Démographie

### Évolution démographique
- Sources : INS, Rem. : 1831 jusqu'en 1970 = recensements, 1976 = nombre d'habitants au 31 décembre[2].
- 1890*: Scission de Steendorp en 1881

## Histoire
Bazel est le centre le plus ancien de la région et comprenait également à l'origine les sous-communes actuelles de Kruibeke et Rupelmonde, ainsi que Steendorp, une sous-commune de Tamise. Ces zones sont décrites dans les débuts de l'histoire de Bazel.

### Période romaine
Entre 57 av. et 51 av. J-C le légat romain Gaius Fabius (nl) entra dans le Pays de Waas avec ses troupes. Assez haut au-dessus des rives marécageuses de l'Escaut, les Romains ont construit une route goudronnée d'Anvers à Tamise, dont le tracé est encore largement suivi par la route régionale de Zwijndrecht à Tamise. Puisqu'une route romaine plus importante partait de Burcht via Lokeren jusqu'à Gand plus haut (qui s'appelle d'ailleurs le Hoge Heerweg entre Velle (nl) et Saint-Nicolas), elle porte localement le nom de Lage Heirbaan ou encore Nedere Heirweg le long des rives de l'Escaut. .
Jusqu'à la découverte en 1998 des fosses à déchets romaines dans les argilières de Kruibeke, il n'existait de ce côté de l'Escaut aucun établissement romain connu qui soit plus proche d'Anvers que celui découvert à Bazel 20 ans plus tôt. Après tout, il y avait une colonie d'anciens légionnaires romains sur le Roomkouter à Steendorp, le long du Lage Heirbaan. En ces lieux vivaient également des briquetiers qui avaient découvert très tôt l'argile de Boom. Des terres y sont encore labourées sur les Steenakkers. Il y aurait également eu un centre urbain (vicus) sur les hauteurs de Hanewijk. Au cœur du village bazelois, dans l'arrière-cour de la maison du n°17 de la Rupelmondestraat, des tessons de poterie de l'époque romaine ont été découverts, ainsi qu'une cinquantaine de morceaux d'un four pour fondre du minerai de fer.

### Christianisation
La fondation de la paroisse de Bazel n'est pas précise. Sont mentionnés saint Amand et ses compagnons (vers 680), sainte Amalberge de Tamise qui était active dans la commune voisine de Tamise au milieu du VIIIe siècle, et le remarquable saint Ursmarus, qui aurait été chef au début du VIIIe siècle, ils ont dû les kidnapper avant que la population puisse confesser sa foi en la résurrection du Christ.

### Poldérisation précoce
A cette époque, au VIIIe  ou au IXe siècle, une première forme d'assainissement des rives de l'Escaut sous forme de polders aurait déjà commencé : des barrages (broekdammen) autour du terrain marécageux (broek) protégeaient les zones plus élevées, très éloignées du fleuve, contre la marée de vive eau et à l'extérieur des digues, des passages surélevés furent construits, avec des fossés de drainage de chaque côté, pour permettre de circuler les pieds au sec. Les deux termes apparaissent encore fréquemment dans les noms de rues locales.

### Les Vikings
Cependant, à partir du IXe siècle, toute l’Europe fait la connaissance des Vikings. Ils ont même été repérés sur des cours d'eau tel que le Barbierbeek (nl), qui se jette dans l'Escaut à la frontière de Bazel et de Kruibeke. Après tout, selon le relief, le Barbierbeek était navigable sur l'Escaut, surtout à marée haute, jusqu'à l'actuelle autoroute E17.
Après Charlemagne, et surtout après le partage de l'empire franc avec le traité de Verdun (843), les rois n'étaient plus assez puissants pour organiser la défense contre les Vikings. Les dirigeants locaux devaient être responsables de la défense et élargissaient ainsi leur position de pouvoir. Dans ces circonstances, Baudouin Ier de Flandre, gendre du roi Charles le Chauve, se vit confier la responsabilité de comte des provinces de Gand et du Pays de Waes, plus tard également de Thérouanne et probablement de la Flandre (alors limitée à la région côtière de Bruges) et le dernier, Aardenburg. Ainsi, tout au long de l'histoire, la ville de Gand et le Pays de Waes apparaîtront à plusieurs reprises ensemble, comme le noyau originel du comté de Flandre. Et dans le Pays de Waas, Bazel et ses seigneurs devinrent bientôt des acteurs importants.
Après la mort de Baudouin Ier en 879, les Vikings eurent quasiment carte blanche en Flandre pendant 4 ans, tandis que le nouveau (ou 1er réel) comte de Flandre, son fils Baudouin II de Flandre, âgé de 15 ans, résistait au château de Bruges. Cependant, à partir de 883, Baudouin II organisa des défenses contre les Vikings et fit construire une ceinture de châteaux le long des plaines côtières et des rivières de Flandre. Également le long de l'Escaut, qui était non seulement une voie d'accès pour les Vikings, mais aussi, depuis le traité de Verdun, la frontière entre la Francie occidentale (avec le territoire flamand) et la Francie médiane.

### Les premières fortifications
Il est présumé qu'une première fortification ou un château entouré de douves ait été construit à Bazel dès 884 au nom de Baudouin II le Chauve. Il se situerait du côté ouest de l'actuel château de Wissekerke, à deux pas du Barbierbeek susmentionné. Cet endroit est situé six mètres plus bas que le centre du village voisin, dans l'éperon en forme de ruisseau que le cours d'eau de le Daalstraatbeek a creusé dans la rive en pente du lit d'hiver de l'Escaut. Si cela est exact, alors Barsele est devenu le nom de ce château. La terminaison franque -sele est présente dans la région depuis le VIIe siècle. Selon certains auteurs, un Barsele aurait pu se trouver sur ce site dès le VIIe siècle et son nom a été transmis à la nouvelle fortification. Le nom Barsele ne signifie pas nécessairement que le château entouré de douves de Baudouin II n'était qu'une grande salle. Comme d'habitude, le château donna également son nom aux chevaliers à qui il était confié et qui y exerçaient le pouvoir dans la seigneurie. On retrouve leur nom dès 1156. On peut également déduire des circonstances qu'il existait à Bazel déjà avant 964 un lieu de culte, à proximité du château, qui a peut-être acquis le statut d'église paroissiale entre 900 et 950.

### Kouters
Cependant, environ 900 autres fortifications furent également établies à Bazel ; il y avait au moins trois autres châteaux de réfugiés le long du Barbierbeek lui-même, à des distances plus ou moins égales. Le comte ne fit naturellement pas réaliser à ses frais ces travaux de construction dans tout le pays. Au lieu de cela, il confia cette mission aux chevaliers de son entourage. On leur a prêté un terrain pour subvenir à leurs besoins et à ceux de leurs chevaux (il ne faut pas sous-estimer ce que mange un tel animal, surtout en hiver). Ils en cultivaient eux-mêmes une partie (d'où le nom de cultura ou kouter) ; on peut affirmer que certaines de ces actions ont été construites avant 930. Les vassaux recevaient d'autres revenus du peuple qui, selon la coutume de l'époque, appartenaient à la terre, les serfs, et dont le vassal devenait ainsi seigneur.

### Système de prêt
En échange de la terre et des habitants, les seigneurs féodaux avaient des obligations envers le comte, qui étaient décrites en détail et comprenaient généralement le service équestre, au combat ou en tant que messagers vers d'autres fortifications comtales. Cela a donné naissance à une classe de chevaliers-agriculteurs, qui a marqué l'histoire de la région, et de Bazel en particulier. Non seulement dans des temps plus calmes, mais encore plus contraints par le fardeau des guerres fréquentes, ces chevaliers construisirent leurs fortifications en fermes fortifiées. Par exemple, à partir des trois fortifications mentionnées ci-dessus, le Hof te Borbuer, plus tard Oudhof, qui a récemment dû céder la place à une zone résidentielle, et les fermes encore existantes Geelhof et Hof ter Elst se sont développées. Les noms des chevaliers de cette époque se retrouvent également encore parmi la population bazeloise, comme les familles Vijt, Vergauwen et Nielandt.
Les registres de prêts, dans lesquels était conservée toute l'administration, indiquant qui avait quoi emprunter et quels services ils devaient fournir, devinrent plus tard la source la plus importante de recherche historique, en plus des registres paroissiaux. Par exemple, le fief de Robbrecht, bordé par les actuelles Portugezenstraat, Heirstraat, Nieuwstraatje, Kraakstraat et Hoogstraat, aurait été attribué par Robert II de Flandre, comte de Flandre de 1093 à 1111 (mais peut-être aussi seulement par Robert III de Flandre, comte de Flandre de 1305 à 1322). Quoi qu'il en soit, la bonification et la bonification systématiques du territoire bazelois ont commencé dès le XIIe siècle et, en 1238, aidé par la prospérité ainsi obtenue, Raas van Barsele a commencé la construction d'un nouveau château. Même alors, il y avait une confusion dans les noms. Cet homme de Barsele était en effet un seigneur de Borssele dans le sud du Beveland, et c'est probablement la raison pour laquelle il a donné un nom différent à son nouveau château. C'est devenu Wissekerke, du nom d'une de ses autres possessions, mais peut-être aussi parce que le nom de sa femme était Wisse.

### Ferry de l'Escaut
Le service de ferry sur l'Escaut, de Bazel à Hemiksem, doit également avoir été créé à cette époque. En 1232, ce ferry était exploité par Willem van Callebeek, qui possédait une propriété sur la rivière du côté d'Hemiksem. Callebeek est le nom d'un ruisseau et de l'habitation qui l'entoure, où s'amarre le ferry. En 1334, un certain Jan Van Callebeke exploitait le service de ferry. Le Kallebeekveer existe toujours et constitue une attraction touristique en raison de la belle promenade jusqu'au château de Wissekerke. Cependant, à cette époque, il devait s'agir d'une artère de circulation importante. En 1244, l'abbaye Saint-Bernard près d'Hemiksem est construite près de Callebeek et les pères acquièrent bientôt des propriétés à Bazel et dans les environs. Les briques qu'ils ont cuites eux-mêmes pour la construction de leur abbaye ont également marqué le début d'une industrie florissante de la brique, tant dans la région du Rupel que sur la rive bazeloise de l'Escaut, où se poursuit la couche d'argile de Boom. Cette croissance a permis à la paroisse de Kruibeke de devenir indépendante de Bazel au XIIIe ou XIVe siècle.
Cependant, la briqueterie, ainsi que la poterie et la tuilerie, étaient déjà connues dans cette région depuis l'époque romaine. Raas van Barsele a probablement également utilisé des briques cuites localement : récemment, lors de travaux dans le sous-sol du château, des briques plus grandes que celles du bâtiment actuel ont été trouvées, ce qui est une caractéristique qui désigne cette époque. Même lorsque l'étang du château a été récemment vidé pour des travaux de défrichement, un ancien barrage sur le Vaart a été exposé au milieu de l'étang, construit avec ce type de matériau (renforcée avec de la pierre naturelle au bord de l'eau).

### Changement de possession
En 1364, le lieu de prière roman près du château de Wissekerke fut remplacé par une église gothique cruciforme.
Au siècle suivant, davantage d'informations sont disponibles sur Bazel et sur le château de Wissekerke. En 1437, un certain Jacob Uten Hamme vendit le château et le manoir à Robert van Rotselaer. En 1468, Kateline van Rotselaer est toujours mentionnée comme propriétaire de la propriété, malgré les événements mouvementés survenus quelques années plus tôt. Le 16 juin 1452, le Hanewijkkouter de Bazel, à la frontière actuelle avec Rupelmonde, fut le théâtre de la Bataille de Rupelmonde ou Bataille de Bazel. Les écrits sur la bataille mentionnent également le bâtiment appelé Eenhoorn, qui était alors le siège du tribunal et le lieu de réunion du conseil principal des échevins du pays de Waas. Le bâtiment qui abrite aujourd'hui la taverne De Eenhoorn a été construit plus tard, en 1590, sur le même emplacement. La licorne orne toujours les armoiries et le drapeau de la commune fusionnée de Kruibeke, ainsi que les armoiries de la sous-commune de Kruibeke.
Le château de Wissekerke a été vendu pour la dernière fois en 1510 (jusqu'à ce que la commune de Kruibeke l'achète en 1989) à Lievin van Pottelsberghe, un éminent citoyen gantois et conseiller de l'empereur Charles Quint : Lieven était conseiller surnuméraire au Conseil des Flandres en 1509, conseiller ordinaire en 1514, et en 1517, conseiller au Conseil privé, et en outre échevin en chef du pays de Waas, grand bailli du pays de Termonde, chargé de garder le Gravensteen et les lions de la fosse aux lions à Gand. Donc un homme puissant. Livina van Steelandt, dernière branche de la famille Alijn, fondatrice de l'hospice Alijns à Gand (aujourd'hui musée Huis van Alijn ou Musée de la vie populaire), était l'épouse de Lieven van Pottelberghe. En plus de Lieven van Pottelsberghe, les van Steelandt comptaient 7 autres membres de la famille ou beaux-parents au Conseil des Flandres. En 1520, Lieven van Pottelsberghe fit remanier en profondeur, voire reconstruire, le château de Wissekerke pour son fils Frans. Lorsqu'il mourut sans enfant en 1544 après la mort de Lieven van Pottelsberghe (2 juillet 1539), le château de Wissekerke ne revint pas à sa veuve Jacoba de Bonnières, mais à Livina. Elle l'a laissé à son frère Servaes van Steelandt, haut-bailli de Waas.
Cela devait être avant 1562, car non seulement Livina van Steelandt mourut le 3 avril de la même année, mais en 1562 l'aile gauche du château de Wissekerke fut également détruite par les troupes de Philippe de Marnix de Sainte-Aldegonde, dans le cadre des préparatifs au soulèvement néerlandais avec la Révolte des Gueux. Ironiquement, car Marnix venait de rentrer de Bâle, en Suisse, où il avait étudié la théologie avec Jean Calvin. Après la mort de Servaes van Steelandt, le domaine passa pendant une courte période à son fils Willem, et en 1564 à son petit-fils Servaes van Steelandt (II), qui joua un rôle majeur dans la révolte néerlandaise.

### Reddition à Farnèse
En janvier 1583, une attaque de Guillaume d'Orange sur Anvers est repoussée. Alexandre Farnèse s'avança vers Eeklo fin août. C'est là, début septembre 1583, que le grand bailli du pays de Waas, Servaes van Steelandt II, seigneur de Wissekerke à Bazel, se rend chez Alexandre Farnèse pour négocier la cession du pays de Waas. Le 29 octobre, il reçut les troupes de Farnèse dans son château, et le lendemain, 30 octobre 1583, il remit la terre de Waas, avec toutes les fortifications qui s'y trouvaient alors, au général espagnol. Puisque toute la partie orientale de la Flandre zélandaise était à nouveau sous la puissance de l'Espagne, Servaes van Steelandt était considéré comme un traître par les Zélandais. Le même jour, ils bombardèrent le château de Wissekerke, incendiant l'aile est. Cependant, il faut reconnaître que van Steelandt n’a pas agi de sa propre initiative. Après tout, il était en possession d'une procuration signée par l'échevin de Bazel Remakel Verstraeten : compte tenu de la puissance supérieure de Farnèse et de ses succès militaires, le conseil des échevins du Pays de Waas, siégeant à Bazel, avait pris cette décision. Le fait est que Van Steelandt fut récompensé trois ans plus tard par Farnèse avec l'autorité sur les troupes du Pays de Waas.
En 1590, Servaes fit réparer les dégâts causés au château de Wissekerke. Il mourut en 1607 et par l'intermédiaire de sa fille Margaretha la seigneurie de Bazel revint à son mari Filip de Recourt de Lens et de Licques. Bien que le nom de famille fasse référence à 3 villages du Nord de la France, la famille était bien implantée dans la région. Par exemple, les armoiries de l'ancienne commune zélandaise de Zwake, qui fait désormais partie de Borsele via 's-Gravenpolder, sont celles de cette famille, et les Recourts de Bazel sont également devenus comte de Rupelmonde. Filip de Recourt de Lens et de Licques obtint l'élévation au rang de baronnie de Wissekerke en 1630[4],[5]. Cependant, la branche familiale s'éteint 5 générations plus tard, avec Ivo Maria Joseph de Licques, en 1745. Ses héritiers sont Désiré Antoon de la Kethulle, et à partir de 1779 la famille Vilain XIIII, une famille gantoise qui jouera plus tard également un rôle important dans les origines de l'État belge.

### Epoque contemporaine
De 1904 à 1952, la ligne de tramway H de Hamme vers Anvers-Linkeroever circulait également ici.